# Felix Eckstein (Archäologe)
Felix Eckstein (geboren am 25. Januar 1925 in Freiburg im Breisgau; gestorben am 13. Januar 1988 in Freiburg) war ein deutscher Klassischer Archäologe.
Felix Eckstein war der Sohn des Gymnasiallehrers und Altphilologen Franz Eckstein. Im Frühjahr 1943 legte er das Abitur in Freiburg ab und musste dann Arbeitsdienst und Kriegsdienst leisten. Vom Wintersemester 1945/1946 bis 1950 studierte er Klassische Archäologie, Alte Geschichte und Griechisch an den Universitäten Freiburg, Marburg und München. In Freiburg wurde er 1950 bei Walter-Herwig Schuchhardt mit der Arbeit Untersuchungen über die „Stilleben“ genannten Bilder in der Campanischen Wandmalerei promoviert. 1951/1952 war er Reisestipendiat des Deutschen Archäologischen Instituts, im Anschluss von 1954 bis 1957 Mitarbeiter der deutschen Ausgrabung in Olympia bei Emil Kunze. Seit 1957 war er wissenschaftlicher Assistent an der Universität Freiburg, wo im Jahr 1959 seine Habilitation mit der Schrift Anathemata. Studien zu den Weihgeschenken strengen Stils im Heiligtum von Olympia erfolgte. 1960 wurde er zum Universitätsdozenten ernannt. In Freiburg war Eckstein ab 1962 Redakteur des von Schuchhardt herausgegebenen Lieferungswerks Antike Plastik, von 1972 bis 1982 war er selbst dessen Herausgeber.
1969 wurde er Professor für Klassische Archäologie in Freiburg. 1970/1971 war er dort Dekan der Philosophischen Fakultät, von 1971 bis 1983 Prorektor für Studien- und Prüfungsangelegenheiten der Universität.
Ab 1986 erschien seine kommentierte Ausgabe des Pausanias, der dritte und letzte Band wurde von seinem Schüler Peter Cornelis Bol 1989 vollendet.

## Schriften
- Untersuchungen über die Stilleben aus Pompeji und Herculaneum. Gebrüder Mann, Berlin 1957.
- Handzeichnungen von Carl Haller von Hallerstein und Friedrich Adler im Besitz des Archäologischen Instituts der Universität Freiburg i. Br. In: Beiträge zur Freiburger Wissenschafts- und Universitätsgeschichte. Albert, Freiburg i. Br. 1960, S. 221–236.
- Anathemata. Studien zu den Weihgeschenken strengen Stils im Heiligtum von Olympia. Gebrüder Mann, Berlin 1969.
- Handwerk. Vandenhoeck und Ruprecht, Göttingen 1974 (= Archaeologia Homerica, Lieferung L).
- Pausanias: Reisen in Griechenland. Gesamtausgabe in drei Bänden auf Grund der kommentierten Übersetzung von Ernst Meyer. Herausgegeben von Felix Eckstein. Artemis, Zürich und München 1986–1989 (= Die Bibliothek der Alten Welt. Griechische Reihe).